# Jon Marianek
Jon Marianek nebo též Mariánek, občanským jménem Jan Mariánek (* 23. srpna 1998 Hustopeče) je český youtuber žijící ve Spojených státech amerických.[rozpor]
Na YouTube začal natáčet v angličtině. V 17 letech měl kanál se 100 tisíci odběrateli. Nahrával převážně tutoriály z počítačové hry Counter-Strike. Proslavil se jako editor Jakea Paula. Původně pracoval u Logana Paula.
V roce 2024 jej magazín Forbes zařadil na 1. místo v žebříčku českých nejlépe placených youtuberů.